# Писарро, Эрнандо
Эрна́ндо Писа́рро и де Ва́ргас (исп. Hernando Pizarro y de Vargas; точные годы жизни не известны, в различных источниках год рождения указан между 1478 и 1508 гг. — год смерти между 1578 и 1608; в обоих случаях год смерти «завязан» на годе рождения, так как многие полагают, что Эрнандо прожил 100 лет) — испанский конкистадор, один из братьев Писарро, завоевавших Перу. Родился в городе Трухильо в испанской Эстремадуре.

## Братья Писарро
Братья Писарро стали знаменитыми благодаря старшему брату Франсиско, организовавшему экспедицию в Перу и завоевавшему Империю Инков. Эрнандо приходился родным братом Франсиско и братом по отцу Гонсало и Хуану Писарро. Через своего отца все братья Писарро приходились троюродными братьями другому знаменитому конкистадору — Эрнану Кортесу, у которого вторая фамилия была Писарро. Эрнандо — единственный из братьев вернулся в Испанию и умер ненасильственной смертью в старости.

## Американская эпопея
Как и остальные братья, Эрнандо сопровождал своего брата Франсиско в его третьей экспедиции в Америку. В этой экспедиции им с небольшим отрядом испанцев удалось захватить Империю Инков. В 1533 году Франсиско послал Эрнандо Писарро обратно в Испанию с королевской частью сокровищ из знаменитого «Выкупа Атауальпы». Помимо этого, он должен был защищать перед королём интересы своих братьев и настроить власти против Диего де Альмагро. 
После возвращения в Перу Эрнандо Писарро был назначен управлять Куско вместе с братьями. Как свидетельствуют многие исторические документы, их правление ознаменовалось коррупцией, жадностью и невероятной жестокостью по отношению к коренному населению региона. Всех, кто не признавал власть испанцев, казнили и подвергали жесточайшим пыткам. В результате, в Куско вспыхнуло восстание инков под руководством Манко Инка Юпанки. Восставшим инкам удалось ненадолго отбить у испанцев Куско, само восстание проходило с переменным успехом. Возвращавшийся из экспедиции в южное Перу Диего де Альмагро предложил союз Манко Инке Юпанки против братьев Писарро. Поначалу Манко вроде бы даже согласился, но затем отказался от сотрудничества и далее оставался в стороне от «разборок» испанцев. 18 апреля 1537 года Альмагро разгромил войска братьев Писарро, захватил их в плен и занял город. Гонсало Писарро удалось бежать и добраться до резиденции брата Франсиско в Лиме. Вскоре между враждующими сторонами было заключено перемирие, но после освобождения остальных братьев из плена боевые действия возобновились. Альмагро потерпел поражение и был казнён.
Казнь Диего де Альмагро привела к тому, что в Испании многие стали с недоверием относится к братьям, считая их предателями. Эрнандо Писарро благодаря имевшимся у него связям был вновь отправлен в Испанию для улаживания дел. Однако, несмотря на его действия, недовольство семьёй Писарро оставалось слишком велико. Он был заключён в тюрьму, где, как считается, провёл около 20 лет. В разных источниках приводятся разные сведения о его смерти. По некоторым данным, Эрнандо умер в возрасте 72 лет, по другим он дожил до ста.
Эрнандо был женат на своей племяннице Фрациске Писарро Юпанки, дочери его брата Франсиско и Инес Юпанки (сестры последнего инкского правителя Атауальпы). В этом браке у них родился один ребёнок.

## В культуре
Эрнандо Писарро стал одним из героев «Трилогии Писарро» испанского драматурга Тирсо де Молины (1626—1631).